# Julius Schaub
Julius Schaub, född 20 augusti 1898 i München, Bayern, Tyskland, död 27 december 1967 i München, var en tysk apotekare och SS-Obergruppenführer (1944; motsvarande general). Schaub var Adolf Hitlers chefsadjutant 1940–1945.
Schaub inträdde i Nationalsocialistiska tyska arbetarepartiet (NSDAP) 1920 med medlemsnummer 81. Han tillhörde Stoßtrupp Adolf Hitler, som var en föregångare till SS, och deltog i ölkällarkuppen den 8 och 9 november 1923.
I andra världskrigets slutskede fick Schaub i order av Hitler att bränna dennes personliga tillhörigheter i våningen i München samt i Berchtesgaden.